# Luca Dreßler
Luca Dreßler (* 8. Januar 2002 in Augsburg) ist ein deutscher Radrennfahrer.

## Sportlicher Werdegang
Dreßler schloss sich im ersten Jahr im Erwachsenenbereich dem UCI Continental Team Lotto–Kern Haus an. Für diese Mannschaft gewann er 2022 im Sprint einer fünfköpfigen Spitzengruppe die erste Etappe der zweitägigen griechischen South Aegean Tour, bei der er Zweiter der Gesamtwertung wurde.

## Erfolge
2022
- eine Etappe und Nachwuchswertung South Aegean Tour